# Proctacanthella
Proctacanthella är ett släkte av tvåvingar. Proctacanthella ingår i familjen rovflugor.
Kladogram enligt Catalogue of Life:
| Proctacanthella | \| \| Proctacanthella cacopiloga \| \| \| \| \| \| Proctacanthella exquisita \| \| \| \| \| \| Proctacanthella robusta \| \| \| \| \| \| Proctacanthella taina \| \| \| \| \| \| Proctacanthella tolandi \| \| \| \| \| \| Proctacanthella wilcoxi \| \| \| \| |
|                 | \| \| Proctacanthella cacopiloga \| \| \| \| \| \| Proctacanthella exquisita \| \| \| \| \| \| Proctacanthella robusta \| \| \| \| \| \| Proctacanthella taina \| \| \| \| \| \| Proctacanthella tolandi \| \| \| \| \| \| Proctacanthella wilcoxi \| \| \| \| |
|                 | Proctacanthella cacopiloga |
|                 | |
|                 | Proctacanthella exquisita |
|                 | |
|                 | Proctacanthella robusta |
|                 | |
|                 | Proctacanthella taina |
|                 | |
|                 | Proctacanthella tolandi |
|                 | |
|                 | Proctacanthella wilcoxi |
|                 | |